# Radoslav Samardžić
Radoslav Samardžić (cyryl. Радослав Самарџић, ur. 17 października 1970 w Karavukovie) – jugosłowiański piłkarz występujący na pozycji napastnika, reprezentant kraju.

## Życiorys
Jest wychowankiem Radničkiego Nisz. Seniorską karierę rozpoczynał w Vojvodinie w 1991 roku. Z klubem tym czterokrotnie zajął trzecie miejsce w mistrzostwach Jugosławii. 4 lutego 1995 roku wystąpił w przegranym 0:1 meczu reprezentacji z Koreą Południową. Latem 1995 roku przeszedł do FC Volendam. W Eredivisie zadebiutował 20 sierpnia w przegranym 1:3 meczu z FC Twente, w którym ponadto zdobył gola. W 1997 roku przeszedł do sc Heerenveen. W sierpniu 1999 roku został zakupiony przez Feyenoord. W sezonie 2000/2001 grał na wypożyczeniu w RKC Waalwijk, natomiast sezon 2002/2003 spędził na grze w Heerenveen. Następnie zakończył karierę.

## Statystyki ligowe
| Sezon         | Klub          | Liga                     | Mecze | Gole |
| ------------- | ------------- | ------------------------ | ----- | ---- |
| 1991/1992     | FK Vojvodina  | Prva liga Jugoslavije    | 9     | 6    |
| 1992/1993     | FK Vojvodina  | Prva liga SR Јugoslavije | 34    | 10   |
| 1993/1994     | FK Vojvodina  | Prva liga SR Јugoslavije | 32    | 12   |
| 1994/1995     | FK Vojvodina  | Prva liga SR Јugoslavije | 31    | 13   |
| 1995/1996     | FC Volendam   | Eredivisie               | 27    | 6    |
| 1996/1997     | FC Volendam   | Eredivisie               | 30    | 9    |
| 1997/1998     | sc Heerenveen | Eredivisie               | 34    | 11   |
| 1998/1999     | sc Heerenveen | Eredivisie               | 29    | 12   |
| 1999/2000 (j) | sc Heerenveen | Eredivisie               | 2     | 1    |
| 1999/2000     | Feyenoord     | Eredivisie               | 15    | 1    |
| 2000/2001     | RKC Waalwijk  | Eredivisie               | 16    | 0    |
| 2001/2002     | Feyenoord     | Eredivisie               | 0     | 0    |
| 2002/2003     | sc Heerenveen | Eredivisie               | 5     | 0    |